# 史都華平台

史都華平台的例子

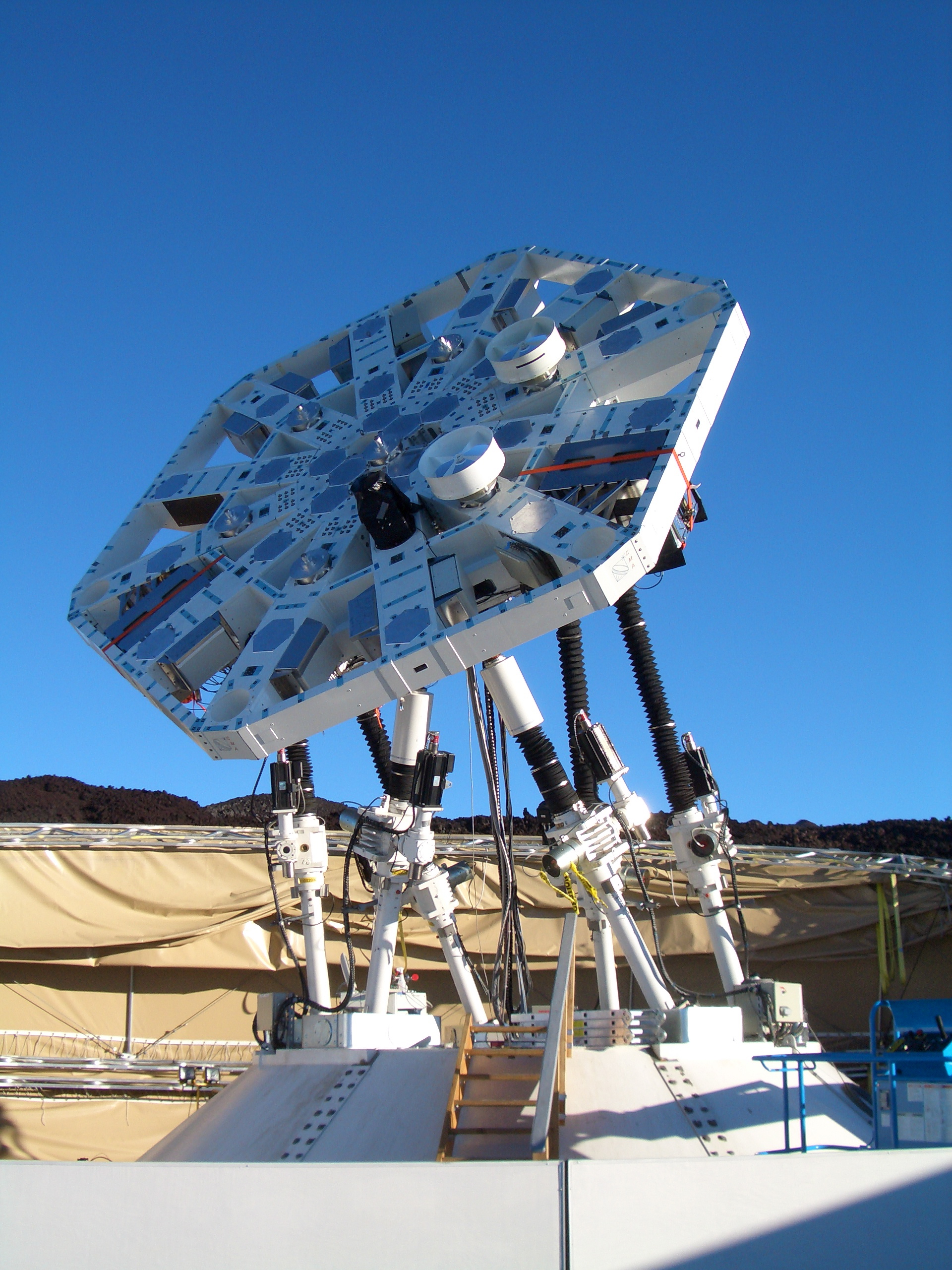
宇宙微波背景輻射陣列（AMiBA）無線電望遠鏡，量測宇宙微波背景的實驗設備，架在碳纖維強化聚合物的史都華平台上

史都華平台是有六個稜柱接點的並聯式機械手，其稜柱接點多半是油壓或是電子式的線性致動器，兩兩成對裝在平台的三個位置。稜柱接點的下方也是兩兩成對接在平台底盤的三個位罝，但配對會和平台的配對錯開。六個稜柱接點兩端共12個接點，都是用万向接头連接。史都華平台上方的物體的移動有六自由度，包括三個方向的移动，以及三個方向的轉動
史都華平台有許多其他的名稱。在包括飛行模擬的許多應用中，會將史都華平台稱為運動平台（motion base）。有時也會稱為是六軸平台或六自由度平台，原因是因為其可能運動的自由度，其自由度是因為多重致動器的組合而成。史都華平台也可以稱為協同運動平台（synergistic motion platform）因為致動器在規劃上需要協同作業。因為有六個致動器，也會稱為是hexapod，這個名稱最初是Geodetic Technology公司針對機床上使用史都華平台的商标。

## 歷史

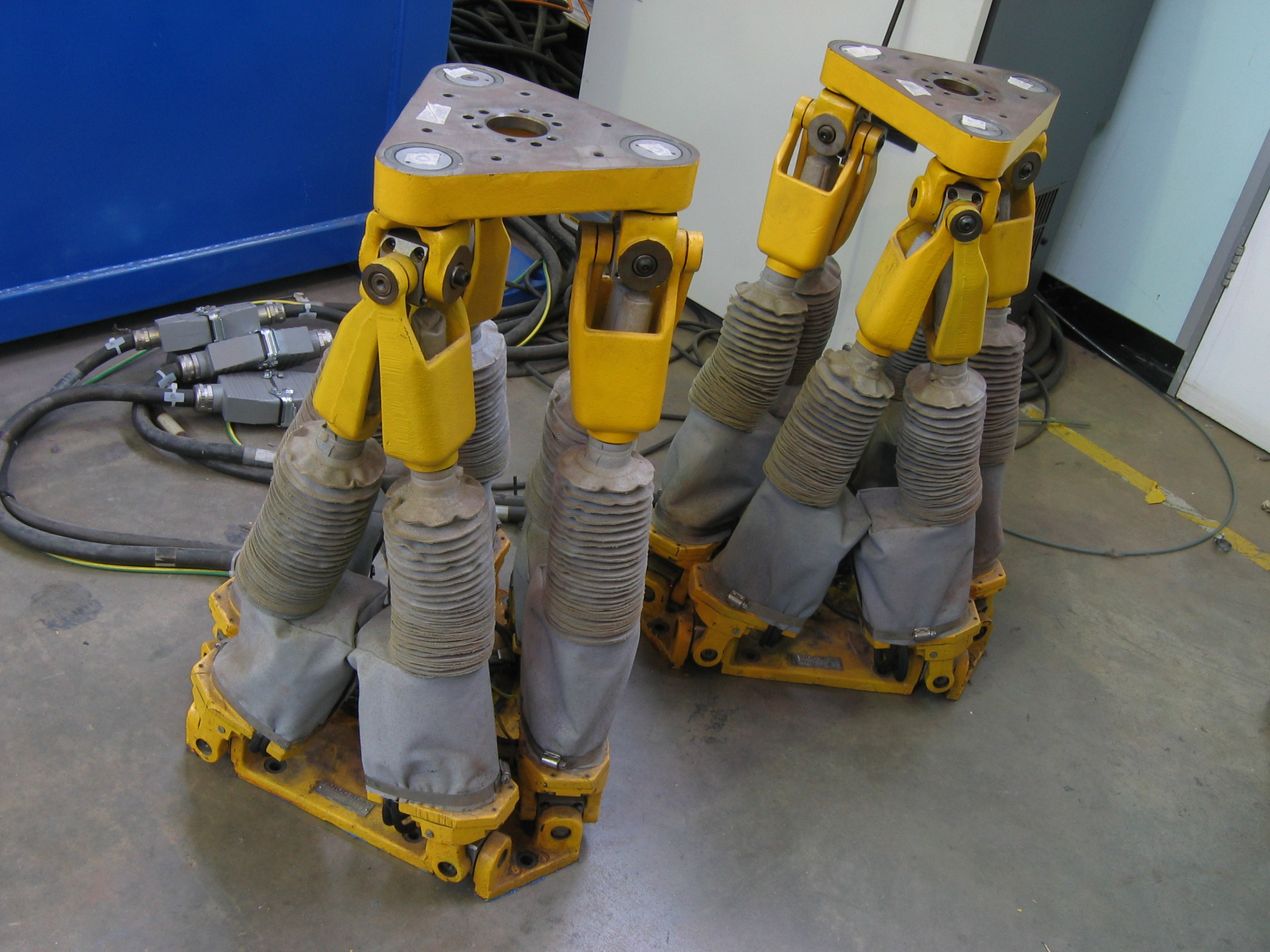
二個史都華平台

配置六個致動器的史都華平台最早是由英國的Eric Gough使用，在1954年開始運作，後來在1965年由在史都華（D Stewart）提交給英國機械工程師學會的論文中發佈。1962年時，美國工程師Klaus Cappel獨立發明史都華平台，時間在史都華的論文之前。Klaus將此設計申請專利，授權給第一家飛行模擬公司，建造了第一個商業販售的八面體史都華平台運動模擬器。
此一機械的名稱常稱為「史都華平台」，也有些人認為"Gough–Stewart platform"的名稱比較合適，因為史都華的原始設計其實有一些差异，也有些人認為三位發明此機械的工程師都應該被提到。

## 致动器

### 線性致动器
工業應用的史都華平台，常會使用線性的液壓致动器，因為有簡單且唯一逆运动学的解析解，而且其強度以及加速度特性良好。

### 轉動致动器
原型或低價的史都華平台會使用轉動致动器。Robert Eisele證明了轉動致动器的逆运动学也有唯一的解析解。

## 應用
史都華平台已用在飛行模擬器、機床工具機、機械偶、吊車、海底研究、地震模擬、衛星天線定位、史都華平台望遠鏡、機械人、骨科手術應用中。

### 飛行模擬器

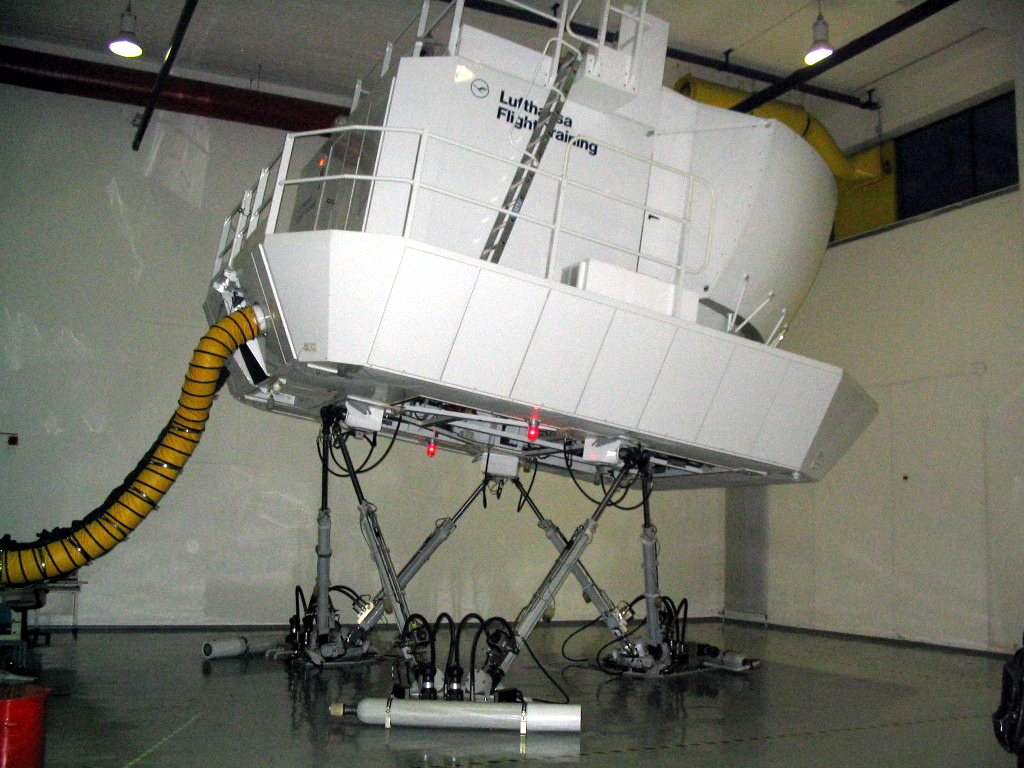
漢莎航空用的史都華平台

史都華平台常用在飛行模擬器中，特別是需要六個自由度的全飛行模擬器。此應用是由Redifon公司發展的，其模擬器在1962年時可以用來模擬波音707、麥道DC-8、卡拉維爾客機、卡拉維爾CL-44、波音727、維克斯子爵、维克斯先锋型、康维尔990、C-130運輸機、維克斯VC10及福克F27等飛機。
在飛行模擬器應用中，史都華平台的酬載包括複製的座艙以及視覺顯示系統，一般會有數排，模擬受訓飛機機組人員在飛機上會看到的場景。若是大型運輸機的全飛行模擬器，酬載會到15,000公斤。
類似的平台也用在駕駛模擬器中，一般會裝設在大型的X-Y平台上，以模擬短程的加速。長程的加速會透過車輛往前或往後的傾斜來達成，目前也有研究在探訪如何合併這兩種效應。

### Robocrane
國家標準技術研究所（NIST）的James S. Albus開發了Robocrane，平台不是放在六個致動器上，是用六個纜線懸吊支持。

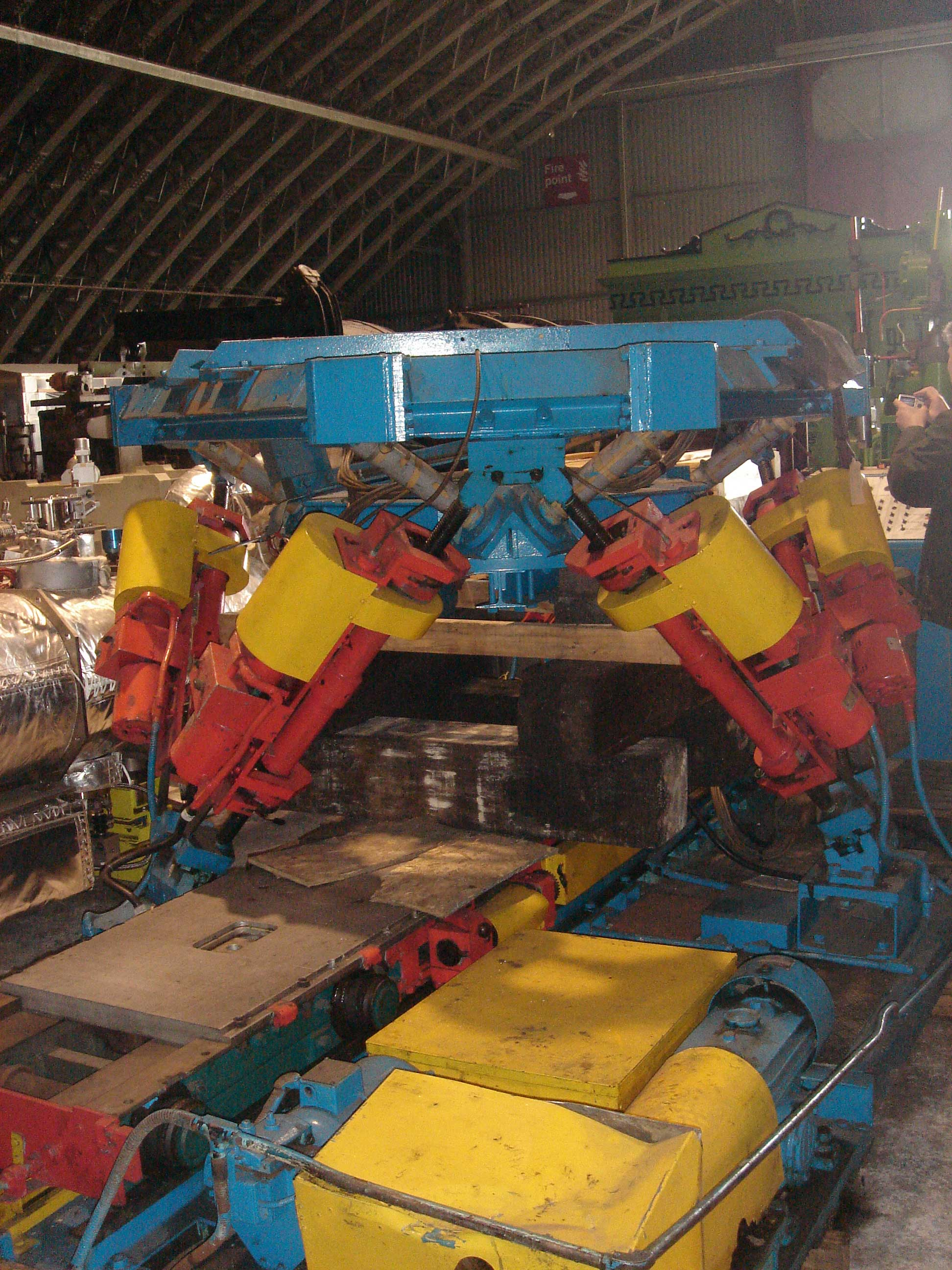
Eric Gough的輪胎測試機，是有大型致動器的史都華平台

### LIDS
NASA開發的低衝擊對接系統（Low Impact Docking System）使用了史都華平台模擬太空船對接時的動作。

### CAREN
Motek Medical發展的電腦輔助復健環境（Computer Assisted Rehabilitation Environment，簡稱CAREN）配合了虛擬實境來進行進階的生化及臨床研究。

### 泰勒空間框架
查爾斯·泰勒博士用史都華平台開發了泰勒空間框架，是用於骨外科手術的外固定器，用來矯正骨骼的變形及治療複雜骨折。

### 力學試驗
史都華平台最早的機械應用是由Eric Gough用在機械試驗上，Eric Gough是車輛工程師，在英國伯明翰的登祿普輪胎工廠工作。他在1950年代發明了「通用輪胎測試機」，設備在1954年運作（Universal Tyre-Testing Machine）" (also called the "Universal Rig") in the 1950s and his platform was operational by 1954.。測試機可以合併不同負載進行輸胎的力學測試。Gough在1972年過世，其測試機一直運作到1980年代末期，直到工廠結束營運拆除為止。測試機保留下來，運到伍頓附近科学博物馆的儲藏中心。
在90年代末期，研究人員再度對史都華平台的機械測試機有興趣，可以應用在生醫的領域（例如脊柱研究），原因是要複製人類及動物複雜及大幅度的運動。在木土工程領域的地震模擬中也有類似的需求。可以用全領域的動力量測演算法控制此機器，用來研究剛性樣品上的複雜現象（例如裂紋在混凝土塊上的傳播）,測試設備需要可以承受大的負載，而且要可以精確的位移。

## 延伸閱讀
- Bonev, I.A., "The True Origins of Parallel Robots（页面存档备份，存于）", ParalleMIC online review

## 外部連結
- Picture of the NIST/Ingersoll prototype octahedral hexapod （页面存档备份，存于）
- Hexapod Structures for Surgery
- Hexapod for Astronomy （页面存档备份，存于）